# Xantholobus mutica
Xantholobus mutica är en insektsart som beskrevs av Fabricius. Xantholobus mutica ingår i släktet Xantholobus och familjen hornstritar. Inga underarter finns listade i Catalogue of Life.